# トゥ・オブ・アス
「トゥ・オブ・アス」（Two of Us）は、ビートルズの楽曲である。レノン＝マッカートニー名義となっているが、ポール・マッカートニーによって書かれた楽曲で、1969年1月31日に録音された。1970年に発売された12作目のイギリス盤公式オリジナル・アルバム『レット・イット・ビー』にオープニング・トラックとして収録され、リミックスされた音源が2003年に発売された『レット・イット・ビー...ネイキッド』に、1969年1月24日に録音されたテイクが1996年に発売された『ザ・ビートルズ・アンソロジー3』に収録された。
本作のタイトルは、2000年に放送されたマッカートニーが1976年にジョン・レノンの自宅を訪れたというエピソードを元にしたテレビ映画のタイトルに使用された。

## 背景
当初のタイトルは「On Our Way Home」。元々はアップル・レコードの所属グループでマッカートニーがプロデュースしたモーティマーに提供した楽曲であったが、モーティマーによる演奏は未発表のままとなっている。
歌詞はマッカートニーの妻であるリンダと過ごした休日をもとにしたもの。リンダは幼少期に「迷子になろう！」と言う父親と共に目的地を決めずにドライブをするという遊びをしていた。ニューヨークからイングランドに戻ったマッカートニーとリンダが、ロンドンにドライブに出かけた際に、リンダが「迷子になろう！」と提案。これまでに見たことのない場所で、見る予定ではなかったものを見ることが、リンダが撮影する写真にとって良いネタであると考えたマッカートニーは、これに触発されて「トゥ・オブ・アス」を書いた。
一方で音楽評論家のイアン・マクドナルドは、「You and I have memories / longer than the road that stretches out ahead（きみとぼくには思い出がある / 目の前に延びる道よりもずっと長い思い出が）」や「You and me chasing paper / getting nowhere（きみとぼく、紙切れを追いかける / どこにも行けずに）」というフレーズから、レノンやアップル・コアとのビジネス上の問題についての言及と解釈している。マッカートニーは「あれは間違いなく僕とリンダのこと」とし、「ビートルズの誰かが『僕たち2人』とか『君と僕』と口にしたら、それはいつだって他のメンバーのことになってしまうし、『トゥ・オブ・アス』にしても、ジョンと僕がエヴァリー・ブラザースみたいに歌っているから、僕たち2人のことのように思えたのかもしれない」と語っている。

## レコーディング
「トゥ・オブ・アス」は、1969年1月2日に開始されたトゥイッケナム映画撮影所でのリハーサルでも演奏されていた。セッションの初日にプロデューサーのグリン・ジョンズは「アコースティック・ギターを使った方が効果的だ」と提案したが、マッカートニーがエレクトリック・ギターを使用したアレンジを固持した。初期段階では、マッカートニーはエルヴィス・プレスリーを思わせる歌唱法を使用し、レノンがリズムギターを弾くアップテンポのアレンジだった。最終的にジョンズの提案に同意することとなり、レノンとマッカートニーのツインボーカルに変更となった。
1月31日にアップル・スタジオで行なわれたスタジオ・ライヴでレコーディングされ、アルバムに収録された。なお、この日のレコーディングの様子は、前述のリハーサル時の映像と共に映画『レット・イット・ビー』に収録されたほか、『エド・サリヴァン・ショー』（1970年3月1日放送回）で放送された。
1970年3月にフィル・スペクターによってアルバム『レット・イット・ビー』のための作業を開始され、曲の冒頭に以下のレノンの語りを付け加えられた。
- "'I Dig a Pygmy', by Charles Hawtrey and the Deaf Aids... Phase One, in which Doris gets her oats!"（チャールズ・ホートリーとデフ・エイズの「ピグミーをホる」です。第1段、ドリスがヤっちゃうよ。）

2003年に発売された『レット・イット・ビー...ネイキッド』では、このレノンによる語りがカットされ、アコースティック・ギターのイントロから始まる。
1996年に発売された『ザ・ビートルズ・アンソロジー3』には、1969年1月24日のセッションでレコーディングされた別テイクが収録された。同日のセッションの合間で、故郷のリヴァプールに伝わる民謡「マギー・メイ」が演奏された。

## クレジット
※出典
- ポール・マッカートニー - リード・ボーカル、アコースティック・ギター（マーティン D-28）
- ジョン・レノン - リード・ボーカル、口笛、アコースティック・ギター（ギブソン・J-160E）
- ジョージ・ハリスン - エレクトリック・ギター（フェンダー・テレキャスター）によるベースライン
- リンゴ・スター - ドラム

## カバー・バージョン
- ボニーM - 1979年に発売されたアルバム『Oceans of Fantasy』に収録[19]。
- ライバッハ - 1988年に発売されたカバー・アルバム『Let It Be』に収録[20]。
- ガスター（英語版） - 2007年に発売されたEP『Satellite』に収録[21]。
- ケニー・ロギンス - 2010年に発売されたアルバム『All Join In』に収録[22]。
- ザ・エイプリル・メイズ（英語版） - 2012年に発売されたアルバム『Two』に収録。
- ダレン・クリス - 2013年に行なわれた「Listen Up」ツアーで、兄のチャックと共に演奏。

## 文化的影響
- 1976年にマッカートニーがニューヨークにあるレノンの自宅に訪れたというエピソードを基にしたテレビ映画（英語版）のタイトルは、本作に由来する[5]。
- 2007年に行なわれた『All Things Digital』でのビル・ゲイツとの対談時に、スティーブ・ジョブズは本作の「You and I have memories / longer than the road that stretches out ahead」というフレーズを引き合いにゲイツとの関係性を説明した[23][24]。